# 孟尤 (木姐县)
孟尤，又译芒友，也称105码，是缅甸掸邦木姐县木姐镇区下辖的一个村镇，位于木姐以东约12千米。芒友位于中国与缅甸之间的交通要道上。第二次世界大战滇西缅北战役期间，中国远征军与中国驻印军于1945年1月27日在此会师，史称芒友会师，并打通了中国西南国际补给线中印公路。如今该地是缅甸与中国贸易的缅方货物集散地，中缅贸易75%的货物，在缅方都是在105码集散。2006年成立了木姐105码贸易区，由缅甸联邦贸易部直接管辖，为缅甸全境投资与开发规模最大，管理最特殊，政策最优惠的对外贸易区。